# Arnau Descolomer
Arnau Descolomer (Mas Colomer, Amer, segle xiv - Santa Coloma de Queralt, 17 de setembre de 1410), president de la Generalitat de Catalunya entre 1384 i 1389, havia estat nomenat per les Corts de Montsó-Tamarit de Llitera-Fraga el 4 de juliol de 1384. Va ser prevere del capítol de Girona i, des de 1385, paborde de l'administració de Castelló d'Empúries. Entre 1386 i 1408 va ser vicari del bisbe de Girona Berenguer d'Anglesola i, a partir del nomenament d'aquest com a cardenal, Arnau Descolomer atengué la diòcesi. Persona culta i pròxima a la línia papal de Benet XIII, va formar una biblioteca que va deixa en donació per tal de constituir la biblioteca catedralícia de Girona.
D'aquest període és destacable l'epidèmia de pesta negra de 1384 que provocà nombroses suspensions i canvis de les Corts. Altra causa de les interrupcions varen ser les tensions entre el rei Joan I i el seu gendre, i antic president, Joan I d'Empúries que acaben en una guerra civil i la derrota i mort d'aquest darrer.
Les Corts, com ja era habitual, es varen enfrontar amb el rei per les aspiracions d'aquest a aconseguir donatius per iniciar accions militars a Sardenya i per a involucrar-se en la successió dels Arborea a favor de Brancaleone Doria, antic aliat de Catalunya.